# Stozrník lnovitý
Stozrník lnovitý (Radiola linoides) je drobná, nenápadná, pouze do 10 cm vysoká, vlhkomilná, kriticky ohrožená bylina s nízkou konkurenceschopností která bývá lehce přehlédnutelná, jediný druh monotypického rodu stozrník.

## Rozšíření
Druh je rozšířen hlavně v západní, střední a na jihu severní Evropy. Ostrůvkovitě se dále vyskytuje na jihu a východě Evropy, na Blízkém východě a v severní a tropické Africe, neroste v aridních oblastech. V České republice vyrůstá v místech s větším výskytem vodních ploch, v Čechách v Podkrušnohorské pánvi, Polabí, jižních a jihozápadních Čechách a u Hradce Králové, na Moravě na Českomoravské vrchovině, Ostravsku a v okolí Hodonína.
Jeho biotopem jsou vlhké až mokré, často zaplavované a na dusík chudé písčité nebo kyselé rašelinné půdy. Vyrůstá na dnech vypuštěných rybníků, vlhkých písčinách, rašeliništích, mokřadech, březích vodních toků nebo příkopech cest a v mokrém roce i na vlhkých polích. Roste v nížinách, pahorkatinách i v podhůří, má rád dostatek tepla a vzdušnou vlhkost.

## Popis
Jednoletá rostlina se vzpřímenou tenkou, na průřezu oblou lodyhou nejvýše 10 cm vysokou, od báze široce vidlicovitě větvenou. Lodyha porůstá přisedlými protistojnými, eliptickými neb vejčitými, jednožilovými, celokrajnými listy jež dorůstají do délky pouze 2 až 3 mm a mají tupé nebo okrouhlé vrcholy.
Ve vidlicích větví vyrůstají velmi malé čtyřčetné květy na krátkých stopkách. Trvalé zelené kališní lístky, o málo kratší než 1 mm, jsou na bázi srostlé a mají na vrcholu tři zoubky. Zaokrouhlené nebo vykrojené lopatkovité korunní lístky s krátkým nehtíkem jsou barvy bílé a bývají přibližně stejně dlouhé jako kališní. V květu jsou u báze srostlé čtyři tyčinky nečnící z květu. Semeník je tvořen čtyřmi plodolisty. Rostlina kvete v červenci a srpnu, obvykle se opyluje autogamně. Ploidie je 2n = 18.
Plod je kulatá, suchým kalichem obalená čtyřpouzdrá tobolka, jejíž každé pouzdro je děleno nepravou přepážkou na dvě jednosemenné části. Stozrník se rozmnožuje pouze semeny která jsou oválného tvaru a dlouhá jen 0,4 a široká 0,2 mm.

## Ohrožení
Stozrník lnovitý je v ČR, stejně jako na Slovensku ((slovensky) ľanček ľanovitý), považován za kriticky ohrožený druh. Příčinou je postup při odvodňování mokřin a změnou rybničního hospodaření kdy jsou likvidovány jeho přirozené biotopy.

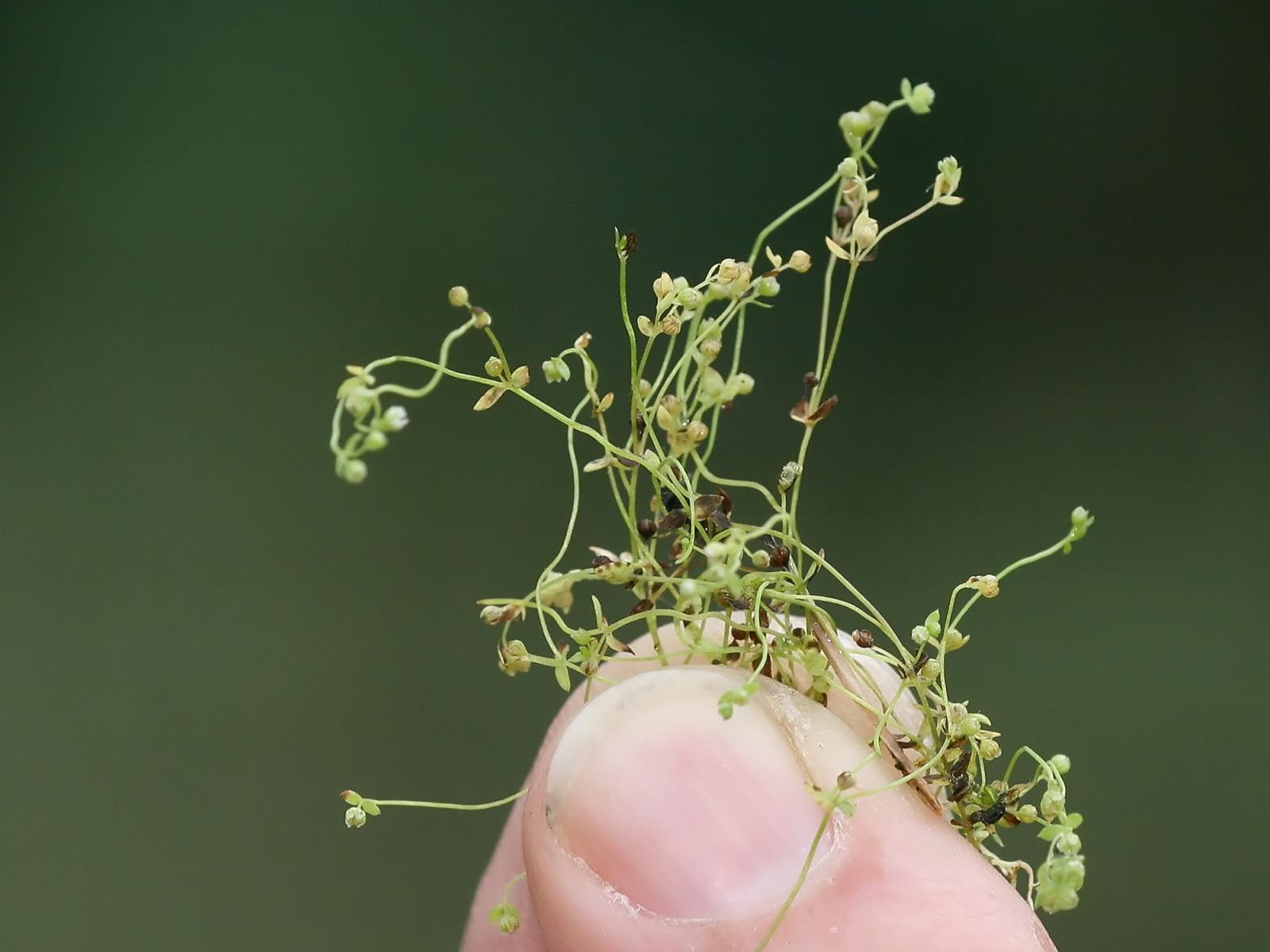
Porovnání velikosti
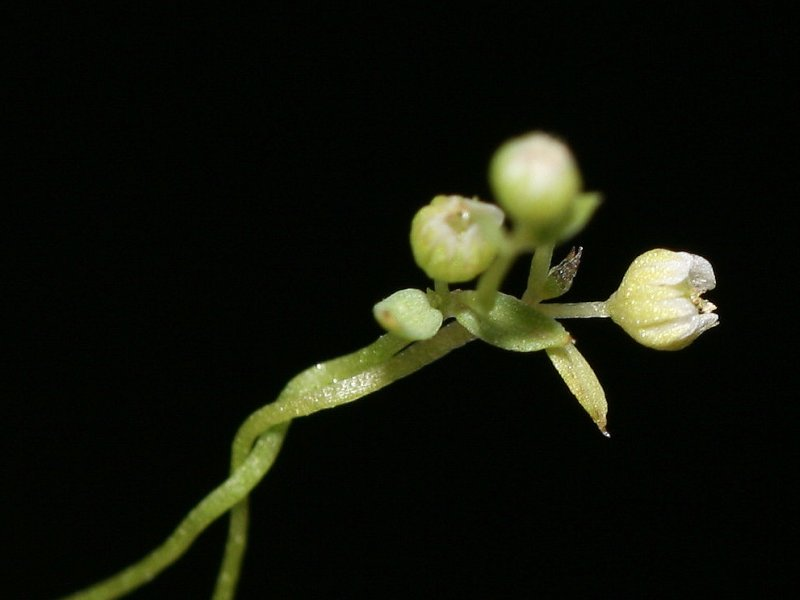
Detail květů
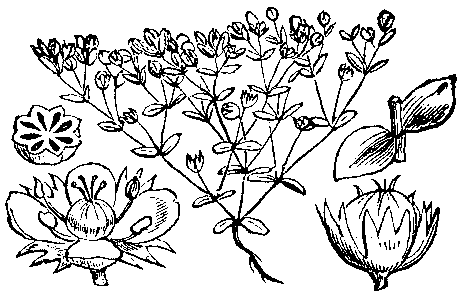
Nákres rostliny